# Station Winninghausen
Station Winninghausen (Haltepunkt Winninghausen) is een spoorwegstation in de Duitse plaats Winninghausen, gemeente Barsinghausen in de deelstaat Nedersaksen. Het station ligt aan de spoorlijn Weetzen - Haste en is geopend op 1 oktober 1901.

## Indeling
Het station heeft één zijperron, welke niet is overkapt maar voorzien van abri's. Het perron is te bereiken vanaf de straat Heerstraße, waar ook de bushalte van het station zich bevindt. Daarnaast is er een klein parkeerterrein. Het station ligt aan de zuidrand van het dorp Winninghausen, net ten noorden van het aangrenzende Hohenbostel, dat ook een stadsdeel van Barsinghausen is.

## Verbindingen
Het station is onderdeel van de S-Bahn van Hannover, die wordt geëxploiteerd door DB Regio Nord. De volgende treinseries doen het station Winninghausen aan:
| Serie | Treinsoort             | Route                                                                                            | Bijzonderheden                     |
| ----- | ---------------------- | ------------------------------------------------------------------------------------------------ | ---------------------------------- |
| S1    | S-Bahn (DB Regio Nord) | Minden (Westf) – Haste – Seelze – Hannover Hbf – Weetzen – Barsinghausen – Winninghausen – Haste |                                    |
| S2    | S-Bahn (DB Regio Nord) | Nienburg (Weser) – Seelze – Hannover Hbf – Weetzen – Barsinghausen – Winninghausen – Haste       | Zondags alleen Nienburg - Hannover |